# Comité Paralímpico Europeo
El Comité Paralímpico Europeo (en inglés, European Paralympic Committee, EPC) es una organización sin ánimo de lucro, formada por los distintos Comités Paralímpicos Nacionales y otras entidades europeas, junto con delegaciones europeas de instituciones internacionales, de deporte para discapacitados.
Se responsabiliza de coordinar y supervisar las competiciones a nivel europeo de deporte paralímpico, además de su potestad disciplinaria y sancionadora.
El Comité fue creado en 1991, adoptando su denominación actual en 1999.
El EPC está formado por 47 Comités Paralímpicos Nacionales europeos, 4 ramas europeas de organizaciones internacionales de deporte para discapacitados y una federación independiente de deporte paralímpico.
Los órganos de gobierno y representación son la Asamblea General y el Comité Ejecutivo.
La Asamblea anual es el instrumento de discusión de todos los temas relacionados con su ámbito de actuación, destacando el congreso celebrado en 2002 sobre "Armonización de Procedimientos y Policía Anti-dopaje en los deportes europeos para atletas con discapacidad", con notable éxito cosechado.
El EPC centra sus actividades y realización de competiciones a nivel europeo en los siguientes deportes: esquí alpino, tiro con arco, atletismo, ciclismo, hockey sobre hielo en silla de ruedas, natación, esquí nórdico, bolos, baile en silla de ruedas, powerlifting, entre otros.
Desde el año 2005 y en la actualidad, su presidente es el exatleta español Enrique Sánchez-Guijo.

## Miembros
En la tabla siguiente se listan los Comités Paralímpicos nacionales, con el año de su creación. También se muestra el año en el que fueron reconocidos por el Comité Paralímpico Internacional en caso de que sea distinto. 
| País                            | Código | Comité Paralímpico Nacional                                       | Año  | Ref.  |
| ------------------------------- | ------ | ----------------------------------------------------------------- | ---- | ----- |
| Bandera de Alemania             | GER    | Comité Paralímpico Nacional de Alemania                           |      | [ 1 ] |
| Bandera de Andorra              | AND    | Federación Andorrana de Deportes Adaptados                        |      | [ 1 ] |
| Bandera de Armenia              | ARM    | Comité Paralímpico Nacional Armenio                               |      | [ 1 ] |
| Bandera de Austria              | AUT    | Comité Paralímpico Austríaco                                      |      | [ 1 ] |
| Bandera de Azerbaiyán           | AZE    | Comité Paralímpico Nacional de la República de Azerbaiyán         |      | [ 1 ] |
| Bandera de Bélgica              | BEL    | Comité Paralímpico Belga                                          |      | [ 1 ] |
| Bandera de Bielorrusia          | BLR    | Comité Paralímpico de la República de Bielorrusia                 |      | [ 1 ] |
| Bandera de Bosnia y Herzegovina | BIH    | Comité Paralímpico de Bosnia y Herzegovina                        |      | [ 1 ] |
| Bandera de Bulgaria             | BUL    | Asociación Paralímpica Búlgara                                    |      | [ 1 ] |
| Bandera de Chipre               | CYP    | Comité Paralímpico Nacional de Chipre                             |      | [ 1 ] |
| Bandera de Croacia              | CRO    | Comité Paralímpico Croata                                         |      | [ 1 ] |
| Bandera de Dinamarca            | DEN    | Comité Paralímpico de Dinamarca                                   |      | [ 1 ] |
| Bandera de Eslovaquia           | SVK    | Comité Paralímpico Eslovaco                                       |      | [ 1 ] |
| Bandera de Eslovenia            | SLO    | Comité Paralímpico Esloveno                                       |      | [ 1 ] |
| Bandera de España               | ESP    | Comité Paralímpico Español                                        |      | [ 1 ] |
| Bandera de Estonia              | EST    | Comité Paralímpico Estonio                                        |      | [ 1 ] |
| Bandera de Finlandia            | FIN    | Comité Paralímpico Finlandés                                      |      | [ 1 ] |
| Bandera de Francia              | FRA    | Comité Paralímpico y Deportivo Francés                            | 1992 | [ 1 ] |
| Bandera de Georgia              | GEO    | Comité Paralímpico Georgiano                                      |      | [ 1 ] |
| Bandera del Reino Unido         | GBR    | Asociación Paralímpica Británica                                  | 1989 | [ 1 ] |
| Bandera de Grecia               | GRE    | Comité Paralímpico Griego                                         |      | [ 1 ] |
| Bandera de Hungría              | HUN    | Comité Paralímpico Húngaro                                        |      | [ 1 ] |
| Bandera de Islas Feroe          | FRO    | Comité Paralímpico Feroés                                         |      | [ 1 ] |
| Bandera de Irlanda              | IRL    | Paralympics Ireland                                               |      | [ 1 ] |
| Bandera de Islandia             | ISL    | Asociación de Deportes para Personas con Discapacidad de Islandia |      | [ 1 ] |
| Bandera de Israel               | ISR    | Comité Paralímpico de Israel                                      |      | [ 1 ] |
| Bandera de Italia               | ITA    | Comité Paralímpico Italiano                                       |      | [ 1 ] |
| Bandera de Letonia              | LAT    | Comité Paralímpico Letón                                          |      | [ 1 ] |
| Bandera de Liechtenstein        | LIE    | Comité Paralímpico de Liechtenstein                               |      | [ 1 ] |
| Bandera de Lituania             | LTU    | Comité Paralímpico Lituano                                        |      | [ 1 ] |
| Bandera de Luxemburgo           | LUX    | Comité Paralímpico Luxemburgués                                   |      | [ 1 ] |
| Bandera de Macedonia del Norte  | MKD    | Comité Paralímpico Macedonio                                      |      | [ 1 ] |
| Bandera de Malta                | MLT    | Comité Paralímpico Maltés                                         |      | [ 1 ] |
| Bandera de Moldavia             | MDA    | Comité Paralímpico de Moldavia                                    |      | [ 1 ] |
| Bandera de Montenegro           | MNE    | Comité Paralímpico Nacional de Montenegro                         |      | [ 1 ] |
| Bandera de Noruega              | NOR    | Confederación Deportiva y Comité Olímpico y Paralímpico Noruego   |      | [ 1 ] |
| Bandera de los Países Bajos     | NED    | Comité Olímpico Neerlandés y Confederación Deportiva Neerlandesa  |      | [ 1 ] |
| Bandera de Polonia              | POL    | Comité Paralímpico Polaco                                         |      | [ 1 ] |
| Bandera de Portugal             | POR    | Comité Paralímpico de Portugal                                    | 2008 | [ 1 ] |
| Bandera de República Checa      | CZE    | Comité Paralímpico Checo                                          |      | [ 1 ] |
| Bandera de Rumania              | ROU    | Comité Paralímpico Nacional de Rumania                            |      | [ 1 ] |
| Bandera de Rusia                | RUS    | Comité Paralímpico Ruso                                           |      | [ 1 ] |
| Bandera de Serbia               | SRB    | Comité Paralímpico de Serbia                                      |      | [ 1 ] |
| Bandera de Suecia               | SWE    | Comité Paralímpico Sueco                                          |      | [ 1 ] |
| Bandera de Suiza                | SUI    | Comité Paralímpico Suizo                                          |      | [ 1 ] |
| Bandera de Turquía              | TUR    | Comité Paralímpico Nacional Turco                                 | 2002 | [ 1 ] |
| Bandera de Ucrania              | UKR    | Comité Paralímpico Nacional de Ucrania                            |      | [ 1 ] |